# Iso-Punsa
Iso-Punsa är en sjö i kommunen Soini i landskapet Södra Österbotten i Finland. Sjön ligger 182,9 meter över havet. Den är 1,9 meter djup. Arean är 76 hektar och strandlinjen är 5,74 kilometer lång. Sjön  ingår i Kymmene älvs huvudavrinningsområde.   Den ligger omkring 78 kilometer öster om Seinäjoki och omkring 300 kilometer norr om Helsingfors. 